# Yatytay
Yatytay è un centro abitato del Paraguay, nel dipartimento di Itapúa. La località forma uno dei 30 distretti in cui è suddiviso il dipartimento.

## Popolazione
Al censimento del 2002 Yatytay contava una popolazione urbana di 2.523 abitanti (11.415  nel distretto), secondo i dati della Dirección General de Estadística, Encuestas y Censos.

## Storia
La colonizzazione del territorio di Yatytay ha inizio negli anni settanta del XX secolo, quando i coloni iniziarono l'opera di deforestazione e l'inizio delle produzioni agricole. Il distretto fu creato ufficialmente il 10 agosto 1987.

## Caratteristiche
La popolazione si dedica all'agricoltura, all'allevamento e allo sfruttamento delle risorse forestali. Nel distretto, all'interno di un Parco Municipale, sono presenti le cascate del Tembey, attrattiva turistica tra le maggiori del dipartimento.